# Helmer Hanssen
Helmer Hanssen (24 de septiembre de 1870 – 2 de agosto de 1956) fue un explorador polar de origen noruego.
Fue uno de los cinco hombres que alcanzaron el Polo Sur el 14 de diciembre de 1911, como parte de la expedición polar de Roald Amundsen.